# Bradano
El Bradano es un río italiano que fluye hacia el sureste atravesando la región de Basilicata antes de desembocar en el golfo de Tarento. Es uno de los principales ríos de la Basilicata: el 3.º en longitud con 120 km de curso después del Basento y el Agri pero el primero en amplitud de cuenca hidrográfica (2765 km² de los cuales 2010 km² pertenecen a la Basilicata y los 755 restantes a Apulia). 
Su fuente es el lago Pesole (que queda al sur de Forenza) en la provincia de Potenza. Después de cruzar la provincia de Matera, se le une un afluente. El Basentello y luego el Bilioso se unen al Bradano antes de entrar en el lago de San Giuliano. Después de salir del lago, el Bradano recibe las aguas del Gravina y más tarde otro afluenter antes de desembocar en el golfo de Tarento cerca de Metaponto. El Bradano cruza la provincia de Tarento durante una corta distancia antes de desembocar en el mar.